# L'Amour conjugal
Pour les articles homonymes, voir L'Amour conjugal (homonymie).
Pour plus de détails, voir Fiche technique et Distribution.
L'Amour conjugal est un drame français réalisé par Benoît Barbier, sorti en 1995. Le film est librement inspiré du roman homonyme de Pascal Quignard.

## Synopsis
"Quand les vengeances s'épousent, les mariages sont réussis". Ou comment le chevalier Nathan Le Cerf et sa femme, Marthe de Lairac, se rencontrent, mûrissent et accomplissent leur vengeance envers le comte d'Anchire, en l'an de grâce 1629.

## Fiche technique
- Réalisation : Benoît Barbier
- Scénario et dialogues : Pascal Quignard
- Société(s) de production : Film par Film, France 3 Cinéma
- Société(s) de distribution : AFMD
- Costumes : Yvonne Sassinot de Nesle, Pierre Betoulle[2]
- Composition de la musique originale : Sonia Wieder-Atherton
- Photographie : Eduardo Serra
- Décors : Bernard Vézat
- Maquillage : Judith Gayo
- Coiffure : Christian Morales
- Montage : Thierry Derocles
- Régie : Michel Jullien
- Armes : Claude Carliez
- Pays d’origine :  France
- Langue originale : français
- Format : couleur (Technicolor) — 35 mm
- Visa : Numéro 84.655, délivré le : 17/08/1995

## Distribution
- Sami Frey : Nathan Le Cerf
- Caroline Sihol : Marthe de Lairac
- Pierre Richard : Squirrat
- Mathieu Carrière : Anchire
- François Marthouret : Hairon
- Michel Robin : Abraham Vivien
- André Marcon : l'officier chez Squirat
- Marc Adjadj : Lochon
- Yves Pignot : Bleuzet
- Élise Caron : Madame Hairon
- Sarah Bromberg : Madame Squirrat
- Patrick Massieu : Gaillac
- Michel Winogradoff : l'évêque de Suze
- Yvette Petit : Madame Gaillac

## Tournage
- France

## Accueil
Le film a été très fraîchement accueilli par la critique, qui lui reproche sa lenteur et le caractère figé de ses personnages.
- L'esprit libre, 12/1995
- Télérama n°2382, 06/09/1995
- Le Figaro, 08/09/1995
- Les Échos, 08/09/1995 (critique en ligne)
- Le Monde, 07/09/1995